# Albrekt den store av Braunschweig
Albrekt I ”den store” av Braunschweig (Albrecht ”der Große”, Albrecht ”Longus”), född 1236, död 15 augusti 1279 i Braunschweig, var hertig av Braunschweig 1252–1279.
Son till hertig Otto I av Braunschweig-Lüneburg (1204–1252) och Mathilda av Brandenburg (död 1261).
Han inblandade sig i dansk politik, och inkallades 1262 till Danmark av den minderårige Erik Klippings moder Margareta Spränghäst till hjälp mot Erik av Slesvig.
Albrekt den store gifte sig första gången i Braunschweig 13 juli 1254 med Elisabeth av Brabant (1243–1261). Han inkallades 1262 till Danmark av den minderårige Erik Klippings moder Margareta Sambiria av Pommerellen till hjälp mot Erik Abelson av Slesvig.
Albrekt gifte sig andra gången i Kenilworth 1263 med Alessina av Montferrat (död 1285). Paret fick följande barn:
- Henrik I av Braunschweig-Grubenhagen
- Albrekt den fete (död 1318), hertig av Braunschweig-Göttingen
- Wilhelm I av Braunschweig-Wolfenbüttel